# Festuca callieri
Festuca callieri är en gräsart som först beskrevs av Eduard Hackel, och fick sitt nu gällande namn av Markgr. Festuca callieri ingår i släktet svinglar, och familjen gräs. Inga underarter finns listade i Catalogue of Life.